# Удружење грађана
Удружење грађана је специфична форма организовања грађана чија је сврха задовољавање неке њихове потребе, исказивање интереса или покретање иницијатива за ангажовање у разним сферама социјалних и других активности. Појам се користи последњих деценија, али га све више замењује савременији и јасније дефинисан појам „невладине и непрофитне организације”. Омасовљењем невладиних организација стварају се услови за већи утицај на покретање и разрешавање многих проблема које савремена држава не решава на задовољавајући начин или то чини споро. То се посебно односи на остваривање људских права, али и на развој различитих активности које имају мобилизаторски, односно мотивациони утицај, на све слојеве становништва. Према савременој концепцији међусекторског партнерства, све се више наглашава потреба сарадње владиног и невладиног сектора.
Удружење грађана у Републици Србији могу да оснују физичка лица, правна лица или и правна и физичка лица. За оснивање удружења грађана довољно је постојање најмање три оснивача, који могу да буду домаћа и страна физичка или правна лица.